# قانون الحب (فلم 1953)
قانون الحب هو فيلم درامي رومانسي أمريكي عام 1953 من إخراج أناتول ليتفاك، وبطولة كيرك دوغلاس وداني روبن. وهو مقتبس من رواية عام 1949 بعنوان الفتاة على طريق فلامينيا بقلم ألفريد هايز. يقع رجل باريسي في حب جندي أمريكي قرب نهاية الحرب العالمية الثانية.

## طاقم التمثيل
- كيرك دوغلاس بدور روبرت تيلر
- داني روبن بدور ليز جودايك / مدام تيلر
- غابرييل دورزيات بدور أديل لاكود
- باربرا لاج بدور نينا
- فرناند ليدوكس بدور فرناند لاكود
- روبرت شتراوس بدور رقيب أول جوني بلاكوود
- مارثا ميركادييه بدور الفتاة على الشرفة / الشابة
- جورج ماثيوز بدور الكابتن هندرسون
- ريتشارد بنديكت في دور بيت (القائد العسكري الذي يتم سحبه من أجل أمواله)
- ليزلي دواير بدور رقيب إنجليزي
- سيدني شابلن بدور جندي/جندي
- بريجيت باردو بدور ميمي
- نيد ويلارد
- سيرج ريجياني بدور كلود لاكود

## روابط خارجية
- قانون الحب  في قاعدة بيانات الأفلام على الإنترنت (بالإنجليزية)
- قانون الحب (فلم 1953) في قاعدة بيانات تيرنر كلاسيك موفيز للأفلام.
- قانون الحب على موقع أول موفي.
- قانون الحب على فهرس معهد الفيلم الأمريكي